# Veslbreatinden
De Veslbreatinden is een berg behorende bij de gemeente Lom in de provincie Oppland in Noorwegen. De berg, gelegen in Nationaal park Jotunheimen, heeft een hoogte van 2092 meter.
De Veslbreatinden is onderdeel van het gebergte Jotunheimen.